# Kerem Aktürkoğlu
Muhammed Kerem Aktürkoğlu (* 21. října 1998 İzmit) je turecký profesionální fotbalista, který hraje na pozici křídelníka za turecký klub Galatasaray SK a za turecký národní tým.

## Klubová kariéra
Aktürkoğlu je odchovancem istanbulského Başakşehiru. Do A-týmu se neprosadil, a tak strávil několik sezón v amatérské třetí nejvyšší turecké lize. V sezóně 2019/20 zazářil v dresu Erzincansporu, kde ve 34 ligových zápasech vstřelil 20 gólů.
V létě 2020 přestoupil do tureckého velkoklubu Galatasaray SK. Hned ve své první sezóně se překvapivě dokázal prosadit do základní sestavy istanbulského klubu.
Aktürkoğlu se v sezoně 2022/23 stal s Galatasarayem tureckým mistrem, Galatasaray si dva týdny před koncem soutěže zajistil první místo a získal 38. mistrovský titul ve své historii.
Po příchodu Wilfrieda Zahy do Galatasaraye přišel Kerem v létě 2023 o svou oblíbenou pozici na pravém křídle a manažer Okan Buruk ho začal stavět na pozici ofensivního záložníka za Maura Icardiho. S týmem dokázal v sezóně 2023/24 obhájit titul v turecké nejvyšší soutěži.

## Reprezentační kariéra
Aktürkoğlu debutoval v dresu turecké reprezentace 27. května 2021 v přátelském utkání proti Ázerbájdžánu.
Dne 7. června 2024 byl nominován na závěrečný turnaj EURO 2024. 18. června vstřelil třetí gól Turecka při vítězství 3:1 nad Gruzií v úvodním zápase základní skupiny.